# Jacco Keyzer
Jacco Keyzer (1970) is een Nederlands musicoloog, programmamaker en cultureel ondernemer.

## Levensloop
Keyzer studeert in de jaren 1990-1995 muziekwetenschap aan de Universiteit Utrecht. Spoedig na zijn afstuderen treedt Keyzer in dienst van de NCRV-televisie als muziekredacteur en klankregisseur. Daarnaast is hij verantwoordelijk voor het aankoopbeleid en productie van klassieke muziek programma's op radio4 en NPO1.
In 1998 treedt Keyzer in dienst van John de Mol Producties, waar hij in de jaren die volgen een groot aantal mediaproducties voor zijn rekening neemt. In die jaren start hij Artiztic, een geluidsbedrijf dat zich specialiseert in het klassieke genre. Samen met Bart van Meijl en Kornel van der Sommen opent hij datzelfde jaar nog een opnamestudio in Budel. Vanaf 2000 werkt Keyzer voor een grote verscheidenheid aan programma's, producenten en zenders. In 2004 krijgt hij de eindredactie over de tweede serie van Boer zoekt Vrouw. Dit programma, gepresenteerd door Yvon Jaspers en uitgezonden door de KRO, is het best bekeken amusementsprogramma van 2006 en levert Yvon Jaspers de Zilveren Televizierster op.
In november 2006 begint Keyzer aan de Nederlandse versie van het Australische programma My restaurant rules. De horeca-realityserie, waarin een grote rol voor chef-kok Herman den Blijker is weggelegd, krijgt de titel Mijn Tent is Top. De dertiendelige serie wordt uitgezonden door RTL 5 en krijgt in het voorjaar van 2008 een vervolg. In juni 2007 begint Keyzer voor producent Blue Circle aan de derde serie van Boer zoekt Vrouw, gevolgd door de RTL 4-talentenjacht X Factor 2 in 2009.
Hierna volgen weer twee reeksen van Boer zoekt Vrouw, die alle kijkcijferrecords breken: serie vier wordt genomineerd voor de Gouden Televizier-Ring en niet minder dan 5,1 miljoen mensen kijken naar de tiende aflevering van de vijfde serie in november 2010.
Naast zijn werkzaamheden als producent en eindredacteur is Keyzer actief in de culturele sector. Tijdens zijn studie is hij praeses van het Utrechts Studenten Koor en Orkest en in 1999 is hij mede-oprichter van het Hilversumse Dudok Ensemble, een semi- professionele koor- en orkestvereniging. Verder is hij dirigent van het amateur symfonieorkest Leiden Sinfonietta. In 2008 is Keyzer een van de grondleggers van de Nieuwe Philharmonie Utrecht, een symfonieorkest onder leiding van Johannes Leertouwer.